# MYこれ!クション うしろ髪ひかれ隊BEST
『MYこれ!クション うしろ髪ひかれ隊BEST』（マイコレ!クション うしろがみひかれたいベスト）は、うしろ髪ひかれ隊のベスト・アルバム。2001年12月5日発売。発売元はポニーキャニオン。

## 解説
ポニーキャニオンから単独でシリーズ化されている "MYこれ!クション" の中の一作で、全シングルA・B面曲が収録されたほか、アルバム曲やメンバー3人のソロ楽曲も追加収録された廉価版。活動期間が短かったため（1年程度）楽曲自体がさほど多くはなかったことや、自然消滅のため解散時期があやふやであったこともあり、本作品が初めてのベスト・アルバムになる。
フジテレビ系番組（アニメ：『ハイスクール!奇面組』『ついでにとんちんかん』、子供番組：『ひらけ!ポンキッキ』）の主題歌に使用された曲のほか、アルバムからの曲を多数収録。ちなみに「Nice!」は、工藤静香のソロ・デビュー曲候補だったといわれている。
いずれもデジタル・リマスタリングが実施され、音質が向上した。
同時発売で、おニャン子クラブと、関連歌手・うしろゆびさされ組と工藤静香のベストも発売された。
2007年には、"MYこれ!" をさらに発展させた"SINGLESコンプリート" が発売された。こちらは「うしろゆびさされ組」とドッキングした2枚組ベストで、両グループのシングルA・B面曲が網羅されている。『うしろゆびさされ組+うしろ髪ひかれ隊 SINGLESコンプリート』参照のこと。

## 収録曲
1. 時の河を越えて（3:53）
  - 作詞: 秋元康 、作曲・編曲: 後藤次利
  - フジテレビ系『ハイスクール!奇面組』オープニング・テーマ
2. うしろ髪ひかれたい（3:57）
  - 作詞: 秋元康 、作曲・編曲: 後藤次利
  - フジテレビ系『ハイスクール!奇面組』エンディング・テーマ
3. あなたを知りたい（3:45）
  - 作詞: 秋元康 、作曲・編曲: 後藤次利
  - フジテレビ系『ハイスクール!奇面組』オープニング・テーマ
4. 立つ鳥跡を濁さず（3:56）
  - 作詞: 秋元康 、作曲・編曲: 後藤次利
  - フジテレビ系『ハイスクール!奇面組』エンディング・テーマ
5. メビウスの恋人（3:48）
  - 作詞: 秋元康 、作曲・編曲: 後藤次利
  - フジテレビ系『ついでにとんちんかん』エンディング・テーマ
6. ごめんねカウボーイ（3:47）
  - 作詞: 秋元康 、作曲・編曲: 後藤次利
  - フジテレビ系『ついでにとんちんかん』オープニング・テーマ
7. ほらね、春が来た（4:07）
  - 作詞: 秋元康 、作曲・編曲: 後藤次利
  - フジテレビ系『ついでにとんちんかん』オープニング・テーマ
8. 誰も知らないブルー・エンジェル（3:55）
  - 作詞: 秋元康 、作曲・編曲: 後藤次利
  - フジテレビ系『ついでにとんちんかん』エンディング・テーマ
  - 工藤静香のベスト盤『intimate』（1991.12.11）にソロ・バージョンが収録されている。
9. ご期待下さい!（4:03）
  - 作詞: 秋元康 、作曲・編曲: 後藤次利
  - フジテレビ系『ひらけ!ポンキッキ』オープニング・テーマ
10. 今日はサイコー!（3:44）
  - 作詞: 秋元康 、作曲・編曲: 後藤次利
  - フジテレビ系『ひらけ!ポンキッキ』エンディング・テーマ
11. 予感のスコール（3:44）
  - 作詞: サエキけんぞう、作曲・編曲: 後藤次利
  - セカンド・アルバム『BAB』（1988.3.21）より、斉藤満喜子のソロ。
12. 素敵なモーニングドライブ（3:46）
  - 作詞: 吉澤久美子 、作曲・編曲: 後藤次利
  - ファースト・アルバム『うしろ髪ひかれ隊』（1988.9.5）より、生稲晃子のソロ。
13. 引き潮（4:44）
  - 作詞: 有川正沙子 、作曲・編曲: 後藤次利
  - セカンド・アルバム『BAB』より、工藤静香のソロ。
14. Nice!（3:32）
  - 作詞: 三浦徳子 、作曲・編曲: 後藤次利
  - ファースト・アルバム『うしろ髪ひかれ隊』より
15. BAB CALL（3:51）
  - 作詞: サエキけんぞう 、作曲: 沖山優司 、編曲: 後藤次利
  - セカンド・アルバム『BAB』より
16. Honey（4:11）
  - 作詞: 三浦徳子 、作曲・編曲: 後藤次利
  - セカンド・アルバム『BAB』より

## メンバー
- 工藤静香
- 生稲晃子
- 斉藤満喜子

## 関連作品
- MYこれ!クション おニャン子クラブBEST
- MYこれ!クション うしろゆびさされ組BEST
- MYこれ!クション 工藤静香BEST
- MYこれ!クション 福永恵規BEST
- MYこれ!クション 高井麻巳子BEST